# Гаматье, Али Баджо
Али Баджо Гаматье (фр. Ali Badjo Gamatié; род. 1957) — нигерский государственный и политический деятель. Занимал должность премьер-министра Нигера с октября 2009 года по февраль 2010 года. Был министром финансов с 2000 по 2002 год, а затем занимал должность вице-губернатора Центрального банка государств Западной Африки, прежде чем был назначен премьер-министром президентом страны Мамаду Танджа. Занимал должность премьер-министра всего несколько месяцев, когда Мамаду Танджа был свергнут в результате военного переворота в феврале 2010 года.

## Биография
В первом правительство премьер-министра Нигера Хамы Амаду, назначенном 5 января 2000 года, Али Баджо Гаматье был включён в должности министра финансов. В должности министра финансов стал сторонником полного списания внешних долгов Нигера и других бедных стран с крупной задолженностью. Принимал участие в переговорах МВФ о статусе долга этих стран. Как министр финансов также поднял вопрос об ответственности неправительственных организаций и групп гражданского общества, действующих в Нигере и других странах. На время его пребывания на должности министра финансов выпал период значительных сокращений государственных расходов во время финансового кризиса 2002 года.
В июле 2003 года журналист Мамане Абу из газеты «Le Républicain» в Ниамее был арестован за клевету после того, как написал статью, в которой обвинял Али Баджо Гаматье и Хаму Амаду в использовании несанкционированных средств казначейства для оплаты государственных контрактов. Министр финансов также подвергся критике со стороны оппозиции за поддержку закона 2001 года, после принятия которого резко повысились налоги на частных издателей газет, что, как они опасались, могло обанкротить оппозиционную прессу. В октябре 2003 года на должности министра финансов его сменил Али Ламин Зейн. По данным издания «Economist Intelligence Unit», Али Баджо Гаматье был близок с премьер-министром Хаму Амаду, который тогда рассматривался как потенциальный соперник президента Мамаду Танджи. Зарубежные аналитики пришли к выводу, что из-за его отношений с премьер-министром смещение Али Баджо Гаматье могло быть связано с политическими соображениями.
В октябре 2003 года был назначен вице-губернатором Центрального банка государств Западной Африки. В 2006 году был в списке из четырёх кандидатов на смену Шарля Конана Банни на должности управляющего банком.
Пресса Нигера сообщила, что лидер оппозиции Махамаду Иссуфу в 2007 году предложил Али Баджо Гаматье, а не будущему премьер-министру Сейни Умару, возглавить правительство национального единства, когда президент Мамаду Танджа пытался привлечь оппозицию к формированию нового правительства после отстранения Хамы Амаду. В ходе судебных разбирательств по делу о коррупции против Хамы Амаду в 2008 году Али Баджо Гаматье заявил, что 100 миллионов франков КФА, которые Хаму Амаду якобы изъял из казны, были перенаправлены без ведома министра финансов.
В 2008 году стал специальным советником президента по вопросам полезных ископаемых и переговорщиком на правительственных переговорах с французской уранодобывающей компанией Areva, что привело к сделке, в рамках которой был инвестирован 1 миллиард евро в рудник Имурарен в Нигере.
В августе 2009 года нигерская пресса сообщила, что Али Баджо Гаматье был сторонником стремления президента Мамуду Танджи продлить срок полномочий и принять новую конституцию. Конституционный референдум прошёл успешно: установил президентскую республику и снизил важность должности премьер-министра, сделав президента главой правительства. Впоследствии 2 октября 2009 года Али Баджо Гаматье был назначен премьер-министром.
18 февраля 2010 года Мамаду Танджа был свергнут в результате военного переворота, а его правительство было распущено. Али Баджо Гаматье стал одним из трёх министров, которые не были немедленно освобождены из-под домашнего ареста в первые дни после переворота. По словам одного из лидеров хунты, полковника Джибриллы Хамиду Хима, министры все ещё находящиеся под наблюдением, имели очень важные портфели, и поэтому было необходимо обеспечить их безопасность. Национальное движение за общество развития призвало освободить Гаматье, Танджу и других.
Страдающего от артериального гипертензии Али Баджо Гаматье освободили из-под домашнего ареста 4 марта и немедленно госпитализировали в Национальную больницу Ниамея. Он провёл там три дня, а рано утром 8 марта его доставили в Париж для лечения.